# Soyuz 31
Soyuz 31 fue una misión de una nave Soyuz 7K-T lanzada el 26 de agosto de 1978 desde el cosmódromo de Baikonur con dos cosmonautas a bordo hacia la estación espacial Salyut 6. A bordo viajaba el tercer cosmonauta no soviético en el marco del programa Intercosmos, Sigmund Jähn, de la antigua República Democrática Alemana y primer alemán en viajar al espacio.
La Soyuz 31 se acopló a la estación Salyut 6 para realizar diversos experimentos científicos y técnicos mientras estaba ocupada por la tripulación de la misión Soyuz 29.
La tripulación de la Soyuz 31 regresó a tierra en la nave de la misión Soyuz 29 para permitir a la tripulación de esta última pasar más tiempo en la Salyut 6 de lo que su nave Soyuz original podría haber permanecido en el espacio.
La nave de la misión Soyuz 31 regresó el 2 de noviembre de 1978.

## Tripulación

### Despegaron
- Valery Bykovsky (Comandante)
- Sigmund Jähn (Especialista científico de la República Democrática Alemana)

### Aterrizaron
- Vladimir Kovalyonok (Comandante)
- Aleksandr Ivanchenkov (Ingeniero de vuelo)

## Tripulación de respaldo
- Viktor Gorbatko (Comandante)
- Eberhard Köllner (Especialista científico de la República Democrática Alemana)